# Münster (Westfalen) Hauptbahnhof
Münster (Westfalen) Hauptbahnhof vasútállomás Németországban, Münsterben. A német vasútállomás-kategóriák közül a második csoportba tartozik.

## Vasútvonalak
Az állomást az alábbi vasútvonalak érintik:
- Wanne-Eickel–Hamburg-vasútvonal
- Warendorfer Bahn
- Münster–Enschede-vasútvonal
- Empel-Rees–Münster-vasútvonal
- Münster–Rheine-vasútvonal
- Münster–Hamm-vasútvonal
- Preußen–Münster-vasútvonal
- Münster–Warstein-vasútvonal
- Löhne–Rheine-vasútvonal
- Münster - Neubeckum railway line

## Forgalom

### Regionális
| Járat    | Útvonal | Ütem                                                                              | Üzemeltető       |
| -------- | --- | --------------------------------------------------------------------------------- | ---------------- |
| RE 2     | Rhein-Haard-Express: Münster (Westf) Hbf – Münster-Albachten – Bösensell – Nottuln-Appelhülsen – Buldern – Dülmen – Sythen – Haltern am See – Marl-Sinsen – Recklinghausen Hbf – Recklinghausen Süd – Wanne-Eickel Hbf – Gelsenkirchen Hbf – Essen Hbf – Mülheim (Ruhr) Hbf – Duisburg Hbf – Düsseldorf Flughafen – Düsseldorf Hbf | 60 perc                                                                           | DB Regio NRW     |
| RE 7     | Rhein-Münsterland-Express: Rheine – Emsdetten – Greven – Münster Hbf – Münster-Hiltrup – Drensteinfurt – Hamm – Bönen – Unna – Holzwickede – Schwerte – Hagen Hbf – Ennepetal (Gevelsberg) – Schwelm – Wuppertal-Oberbarmen – Wuppertal Hbf – Solingen Hbf – Opladen – Köln Messe/Deutz – Köln Hbf – Dormagen – Neuss Hbf – Meerbusch-Osterath – Krefeld-Oppum – Krefeld Hbf | 60 perc                                                                           | National Express |
| RE 15    | Emsland-Express: Emden Außenhafen – Emden Hbf – Leer (Ostfriesl) – Papenburg – Aschendorf – Meppen – Lingen (Ems) – Salzbergen – Rheine – Emsdetten – Greven – Münster (Westf) A 2015-ös decemberi menetrend alapján | 60 perc                                                                           | Westfalenbahn    |
| RE 42    | Niers-Haard-Express: Münster (Westf) Hbf – Münster-Albachten – Bösensell – Nottuln-Appelhülsen – Buldern – Dülmen – Sythen – Haltern am See – Marl-Sinsen – Recklinghausen Hbf – Recklinghausen Süd – Wanne-Eickel Hbf – Gelsenkirchen Hbf – Essen Hbf – Mülheim (Ruhr) Hbf – Duisburg Hbf – Rheinhausen – Krefeld-Uerdingen – Krefeld Hbf – Viersen – Mönchengladbach Hbf Stand: Fahrplanwechsel Dezember 2016 | 60 perc                                                                           | DB Regio NRW     |
| RB 50    | Der Lüner: Dortmund Hbf – Dortmund-Kirchderne – Dortmund-Derne – Preußen – Lünen Hbf – Werne an der Lippe – Capelle (Westf) – Ascheberg (Westf) – Davensberg – Münster-Amelsbüren – Münster (Westf) Hbf A 2015-ös decemberi menetrend alapján | 60 perc                                                                           | eurobahn         |
| RB 63    | Baumberge-Bahn: Coesfeld – Coesfeld Schulzentrum – Lutum – Billerbeck – Havixbeck – Münster-Roxel – Münster (Westf) Hbf – Münster Zentrum Nord A 2015-ös decemberi menetrend alapján | 60 perc                                                                           | DB Regio NRW     |
| RB 64    | Euregio-Bahn: Enschede – Enschede De Eschmarke – Glanerbrug – Gronau (Westf) – Ochtrup – Metelen Land – Steinfurt-Burgsteinfurt – Steinfurt-Grottenkamp – Steinfurt-Borghorst – Nordwalde – Altenberge – Münster-Häger – Münster Zentrum Nord – Münster (Westf) Hbf A 2015-ös decemberi menetrend alapján | 60 perc                                                                           | DB Regio NRW     |
| RB 65    | Ems-Bahn: Rheine – Rheine-Mesum – Emsdetten – Reckenfeld – Greven – Münster-Sprakel – Münster Zentrum Nord – Münster (Westf) Hbf A 2015-ös decemberi menetrend alapján | 30 perc                                                                           | eurobahn         |
| RB 66    | Teuto-Bahn: Osnabrück Hbf – Hasbergen – Natrup-Hagen – Lengerich (Westf) – Kattenvenne – Ostbevern – Westbevern – Münster (Westf) Hbf A 2015-ös decemberi menetrend alapján | 60 perc                                                                           | eurobahn         |
| RB 67    | Warendorfer Bahn: Münster (Westf) Hbf – Telgte – Warendorf-Einen-Müssingen – Warendorf – Beelen – Clarholz – Herzebrock – Rheda-Wiedenbrück – Gütersloh Hbf – Isselhorst-Avenwedde – Brackwede – Bielefeld Hbf A 2016-os decemberi menetrend alapján | 60 perc                                                                           | eurobahn         |
| RB 69/89 | Ems-Börde-Bahn: Münster (Westf) Hbf – Münster-Hiltrup – Rinkerode – Drensteinfurt – Mersch (Westf) – Bockum-Hövel – Hamm (Westf) (Flügelung, A Bielefeldbe tartó vonatrész mint RB69, a Paderborn/Warburg felé tartó vonatrész mint RB89 közlekedik) – … RB69: … – Heessen – Ahlen (Westf) – Neubeckum – Oelde – Rheda-Wiedenbrück – Gütersloh Hbf – Isselhorst-Avenwedde – Brackwede – Bielefeld Hbf RB89: … – Welver – Borgeln – Soest – Bad Sassendorf – Lippstadt – Dedinghausen – Ehringhausen – Geseke – Salzkotten – Scharmede – Paderborn Hbf – Altenbeken – Willebadessen – Warburg (Westf) A 2016-os decemberi menetrend alapján | Münster–Bielefeld: 60 perc Münster–Paderborn: 30 perc Paderborn–Warburg: 120 perc | eurobahn         |

### Távolsági
| Járat  | Útvonal | Gyakoriság                                 | Üzemeltető és vonatnem        |
| ------ | --- | ------------------------------------------ | ----------------------------- |
| ICE 30 | Hamburg-Altona – Hamburg – Bréma – Diepholz – Osnabrück – Münster – Essen – Duisburg – Düsseldorf – Köln | egy vonat (hétfőtől–csütörtökig, vasárnap) | DB Fernverkehr (ICE 4)        |
| ICE 31 | Hamburg-Altona – Hamburg – Bréma – Osnabrück – Münster – Dortmund – Hagen – Wuppertal – Solingen – Köln – Bonn – Koblenz – Mainz – Frankfurt Flughafen – Frankfurt (- Hanau - Würzburg - Nürnberg - Ingolstadt - München) 2019. 07. 13-tól 2019. 08. 25-ig                                            | egy vonatpár (2019. 06. 11-től)            | DB Fernverkehr (ICE 1)        |
| ICE 42 | Hamburg-Altona – Hamburg - Bréma – Osnabrück – Münster – (Recklinghausen /) Dortmund – Bochum – Essen – Duisburg – Düsseldorf – Köln – / Köln Messe/Deutz - Siegburg/Bonn - Frankfurt Flughafen - Mannheim – Stuttgart – Ulm - Augsburg - München-Pasing - München                                    | két vonatpár                               | DB Fernverkehr (ICE 3, ICE 4) |
| ICE 47 | Münster – Recklinghausen - Wanne-Eickel - Gelsenkirchen – Essen – Duisburg – Düsseldorf – Köln Messe/Deutz – Frankfurt Flughafen – Mannheim – Stuttgart | egy vonatpár                               | DB Fernverkehr (ICE 3)        |
| IC 30  | (Westerland –) bzw. (Ostseebad Binz – Stralsund –) Hamburg – Bréma – Osnabrück – Münster – Dortmund – Bochum – Essen – Duisburg – Düsseldorf – Köln – Bonn – Koblenz – Mainz – Mannheim – Heidelberg – Stuttgart (bzw. Mannheim – Karlsruhe – Freiburg – Basel – Zürich / Bern – Interlaken Ost)      | kétóránként                                | DB Fernverkehr/SBB (IC, EC)   |
| IC 31  | Kiel – (bzw. Fehmarn-Burg – Lübeck –) Hamburg – Hamburg-Harburg – Bréma – Osnabrück – Münster – Dortmund – Hagen – Wuppertal – Solingen – Köln – Bonn – Koblenz – Mainz – Frankfurt Flughafen – Frankfurt – Hanau – Aschaffenburg – Würzburg – Nürnberg – Regensburg – Straubing – Plattling – Passau | kétóránként                                | DB Fernverkehr (IC)           |
| IC 32  | (Berlin - Wolfsburg - Hannover - Osnabrück -) Münster – Recklinghausen – Gelsenkirchen – Essen – Duisburg – Düsseldorf – Köln (– Bonn – Koblenz – Mainz – Mannheim – Stuttgart – Ulm – Augsburg – München – Salzburg – Klagenfurt)                                                                    | három vonat                                | DB Fernverkehr/ÖBB (IC)       |
| IC 35  | Norddeich Mole – Norddeich – Norden – Emden – Leer – Papenburg – Meppen – Lingen – Rheine – Münster – Recklinghausen – Wanne-Eickel – Gelsenkirchen – Oberhausen – Duisburg – Düsseldorf – Köln – Bonn – Remagen – Andernach – Koblenz ( – Mainz – Mannheim – Stuttgart / Konstanz)                   | kétóránként                                | DB Fernverkehr (IC, IC 2)     |
| IC 77  | Münster – Osnabrück – Hannover – Wolfsburg – Berlin – Berlin Ost | bizonyos vonatok                           | DB Fernverkehr (IC)           |
| FLX 20 | Hamburg – Osnabrück – Münster – Gelsenkirchen – Essen – Duisburg – Düsseldorf – Köln | 1–2 vonatpár                               | Bahntouristikexpress          |

### Buszjáratok
| Járat | Útvonal |
| ----- | --- |
| 1     | Roxel – Coesfelder Kreuz – Hauptbahnhof – Preußen-Stadion – Hiltrup – Amelsbüren                                                                     |
| 2     | Handorf – Danziger Freiheit – Hauptbahnhof – Ludgeriplatz – Jugendgästehaus – Coesfelder Kreuz – Alte Sternwarte                                     |
| 4     | Gelmer – Schleuse – Hauptbahnhof – Clemens-Hospital                                                                                                  |
| 5     | Nienberge – Gievenbeck – Coesfelder Kreuz – Hauptbahnhof – Preußen-Stadion – Hiltrup                                                                 |
| 6     | Coerde – Hauptbahnhof – Gremmendorf – Hiltrup |
| 7     | Hauptbahnhof – Alexianer-Werkstätten |
| 8     | Coerde – Hauptbahnhof – Gremmendorf – Wolbeck |
| 9     | Kinderhaus – Orléans-Ring – Aegidiimarkt – Hauptbahnhof – Preußen-Stadion – Hiltrup                                                                  |
| 10    | Mecklenbeck – Bismarckallee – Hauptbahnhof – Danziger Freiheit – Handorf                                                                             |
| 11    | Gievenbeck – Coesfelder Kreuz – Hauptbahnhof – Hansa-Berufskolleg – St.-Margaretha-Kirche – Tannenhof                                                |
| 12    | Gievenbeck – Coesfelder Kreuz – Hauptbahnhof |
| 13    | Technologiepark – Coesfelder Kreuz – Hauptbahnhof |
| 14    | Zoo – Chirurgie – Hauptbahnhof – Kehre Maikottenweg/Gallenkmp                                                                                        |
| 15    | Albachten – Mecklenbeck – Hauptbahnhof – Kreuzschanze – Germania-Campus – Kinderhaus                                                                 |
| 16    | Mecklenbeck – Hauptbahnhof – Kreuzschanze – Germania-Campus – Kinderhaus                                                                             |
| 17    | Krögerweg – Hauptbahnhof – Bezirksregierung – Kinderhaus                                                                                             |
| 22    | Gievenbeck – Coesfelder Kreuz – Hauptbahnhof – Hansa-Berufskolleg – St.-Margaretha-Kirche – Stapelskotten – Wolbeck                                  |
| 33    | Hauptbahnhof – Franziskus-Hospital – Lublin-Ring – Orléans-Ring – Coesfelder Kreuz – Torminbrücke – Hauptbahnhof (Ringlinie gegen den Uhrzeigersinn) |
| 34    | Hauptbahnhof – Torminbrücke – Coesfelder Kreuz – Orléans-Ring – Lublin-Ring – Franziskus-Hospital – Hauptbahnhof (Ringlinie im Uhrzeigersinn)        |
| R11   | Münster – Telgte – Warendorf |
| R13   | Münster – Telgte – Ostbevern |
| R22   | Münster – Everswinkel – Warendorf |
| R32   | Münster – Sendenhorst – Ennigerloh |
| R41   | Münster – Ottmarsbocholt |
| R51   | Münster – Greven – Flughafen Münster/Osnabrück – Ladbergen – Lengerich                                                                               |
| R63   | Münster – Nottuln – Coesfeld |
| R64   | Münster – Havixbeck |
| R72   | Münster – Altenberge |
| R73   | Münster – Altenberge – Nordwalde – Steinfurt-Borghorst – Steinfurt-Burgsteinfurt                                                                     |
| S20   | Münster – Everswinkel – Warendorf |
| S30   | Münster – Sendenhorst – Beckum |
| S40   | Münster – Telgte – Sassenberg – Versmold |
| S50   | Münster – Flughafen Münster/Osnabrück – Saerbeck – Ibbenbüren                                                                                        |
| S60   | Münster Nevinghoff – Münster Hauptbahnhof – Nottuln                                                                                                  |
| S70   | Münster – Laer – Schöppingen – Ahaus – Vreden |
| S75   | Münster – Borken – Rhede – Bocholt |
| S90   | Münster – Senden – Lüdinghausen – Olfen – Datteln |
| N1    | Münster – Sendenhorst – Ahlen |
| N2    | Münster – Telgte – Ostbevern |
| N3    | Münster – Everswinkel – Ennigerloh – Beckum – Wadersloh – Lippstadt – Erwitte – Anröchte                                                             |
| N4    | Münster – Senden – Lüdinghausen |
| N5    | Münster – Altenberge – Nordwalde – Steinfurt-Borghorst – Steinfurt-Burgsteinfurt                                                                     |
| N6    | Münster – Laer – Schöppingen – Holtwick |
| N7    | Münster – Havixbeck – Billerbeck – Rosendahl – Legden – Gescher – Stadtlohn                                                                          |
| N8    | Münster – Nottuln – Coesfeld – Legden |
| N9    | Münster – Greven – Saerbeck – Ibbenbüren |
| N9    | Münster – Greven – Saerbeck – Ibbenbüren |
| D50   | Münster – Flughafen Münster/Osnabrück |
| N80   | Roxel – Gievenbeck – Coesfelder Kreuz – Hauptbahnhof                                                                                                 |
| N81   | Kinderhaus – Kreuzschanze – Hauptbahnhof – Inselbogen – Hiltrup                                                                                      |
| N82   | Gelmer – Kleimannbrücke – Hauptbahnhof – Preußen-Stadion – Hiltrup – Amelsbüren                                                                      |
| N83   | Mecklenbeck – Bismarckallee – Hauptbahnhof – Danziger Freiheit – Handorf                                                                             |
| N84   | Albachten – Mecklenbeck – Hauptbahnhof – St.-Margaretha-Kirche – Tannenhof                                                                           |
| N85   | Nienberge – Gievenbeck – Orléans-Ring – Hauptbahnhof – Gremmendorf – Wolbeck                                                                         |

## Kapcsolódó állomások
A vasútállomáshoz az alábbi állomások vannak a legközelebb:
- Bahnhof Münster-Hiltrup
- Münster-Zentrum Nord vasútállomás
- Telgte
- Haltepunkt Westbevern
- Bahnhof Havixbeck
- Bahnhof Münster-Albachten
- Bahnhof Münster-Amelsbüren
- Münster-Mecklenbeck railway station
- Greven station (Emden Außenhafen, Löhne–Rheine-vasútvonal, WFB RE 15 (Lower Saxony - North Rhine-Westphalia))
- Ostbevern station (Osnabrück Hauptbahnhof, Wanne-Eickel–Hamburg-vasútvonal, Rhein-Haard-Express)
- Dülmen (Düsseldorf Hauptbahnhof, Wanne-Eickel–Hamburg-vasútvonal, Rhein-Haard-Express)